# Reinhold (cráter)

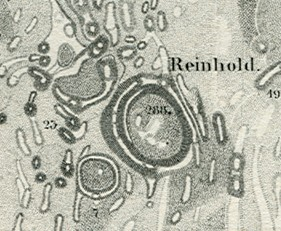
Cráter Reinhold por Wilhelm Gotthelf Lohrmann (1878)

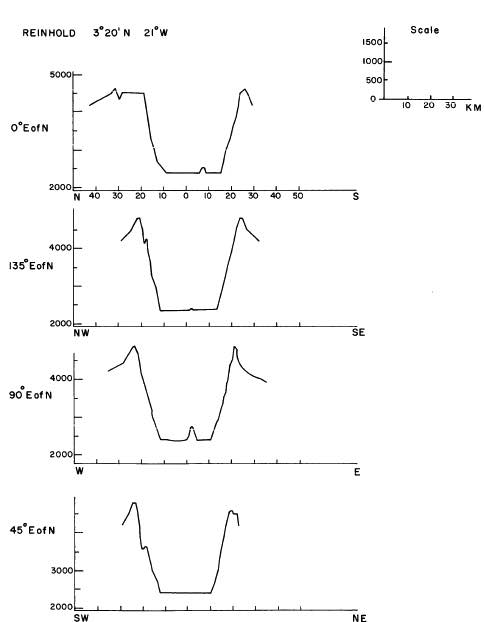
Perfiles transversales

Reinhold es un prominente cráter de impacto lunar que se encuentra al sursudoeste del cráter Copernicus, en el Mare Insularum. Al sureste se halla el cráter ligeramente más pequeño Lansberg.
|  |  |
|  |  |

Sus paredes interiores son aterrazadas, mientras que las paredes exteriores irregulares son visibles contra la superficie plana del mar lunar. El suelo interior carece de marcas distintivas, con tan solo unas pequeñas elevaciones. Justo al noreste aparece un cráter bajo e inundado de lava, denominado Reinhold B.

## Cráteres satélite
Por convención estos elementos son identificados en los mapas lunares poniendo la letra en el lado del punto medio del cráter que está más cercano a Reinhold.
|          | \| Reinhold \| Coordenadas \| Diámetro \| \| -------- \| --------------------------- \| -------- \| \| A \| 4°06′N 21°42′O / 4.1, -21.7 \| 4 km \| \| B \| 4°18′N 21°42′O / 4.3, -21.7 \| 26 km \| \| C \| 4°24′N 24°30′O / 4.4, -24.5 \| 4 km \| \| D \| 2°36′N 24°30′O / 2.6, -24.5 \| 2 km \| \| F \| 3°24′N 21°24′O / 3.4, -21.4 \| 5 km \| \| G \| 4°48′N 19°48′O / 4.8, -19.8 \| 3 km \| \| H \| 4°12′N 20°54′O / 4.2, -20.9 \| 4 km \| \| N \| 1°36′N 25°24′O / 1.6, -25.4 \| 4 km \| |          |
| Reinhold | Coordenadas | Diámetro |
| A        | 4°06′N 21°42′O / 4.1, -21.7 | 4 km     |
| B        | 4°18′N 21°42′O / 4.3, -21.7 | 26 km    |
| C        | 4°24′N 24°30′O / 4.4, -24.5 | 4 km     |
| D        | 2°36′N 24°30′O / 2.6, -24.5 | 2 km     |
| F        | 3°24′N 21°24′O / 3.4, -21.4 | 5 km     |
| G        | 4°48′N 19°48′O / 4.8, -19.8 | 3 km     |
| H        | 4°12′N 20°54′O / 4.2, -20.9 | 4 km     |
| N        | 1°36′N 25°24′O / 1.6, -25.4 | 4 km     |